# Анбаса-Ведем
Анбаса-Ведем (*поч. X ст.) — цар Аксуму.

## Життєпис
Син царя Дегнажена. Перед смертю той доручив абуні (єпископу) Петросу обрати серед своїх синів спадкоємця. Вибір зупинився на братові Анбаси-Ведема — Діл-На'оді. Засмучений цим рішенням Анбеса-Ведем підкупив єгипетського ченця Мінаса, щоб той вирушив до Олександрії і переконав Косму II, патріарха Олександрійського, відсторонити абуна Петроса, щоб Анбаса-Ведем зміг зайняти трон. Мінас повернувся з підробленими документами про призначення його абуна і благословив Анбесу-Ведема на царство. Напевне на цей час батько вже помер.
Панував нетривалий час, оскільки прихильники Діл-На'ода зібрали війська і скинули Анбесу-Ведема ; дізнавшись правду, патріарх Косма відлучив від церкви Мінаса, але на той час той вже помер.